# Zimmertheater Karlshorst

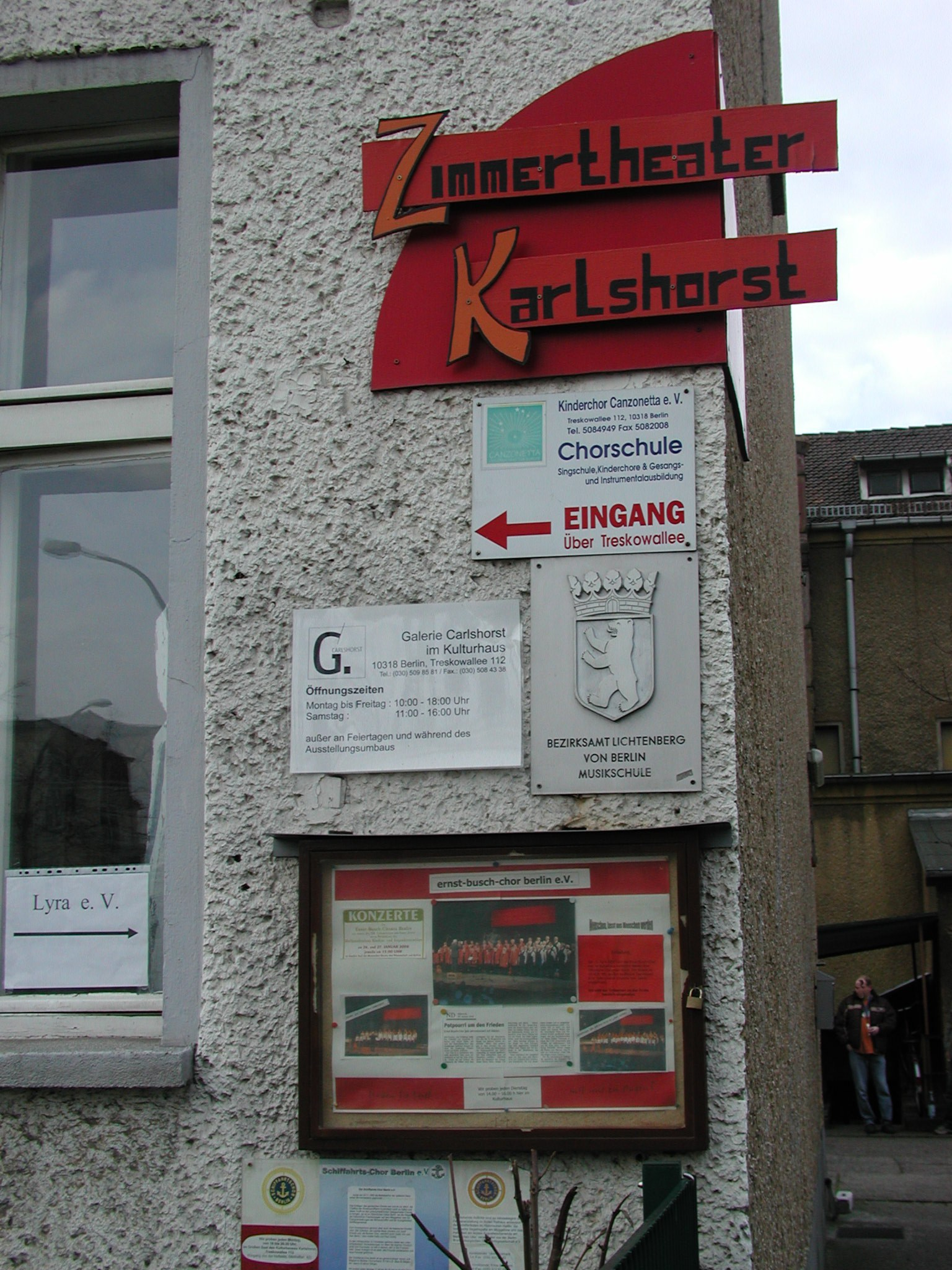
Hauszeichen des Zimmertheaters Karlshorst

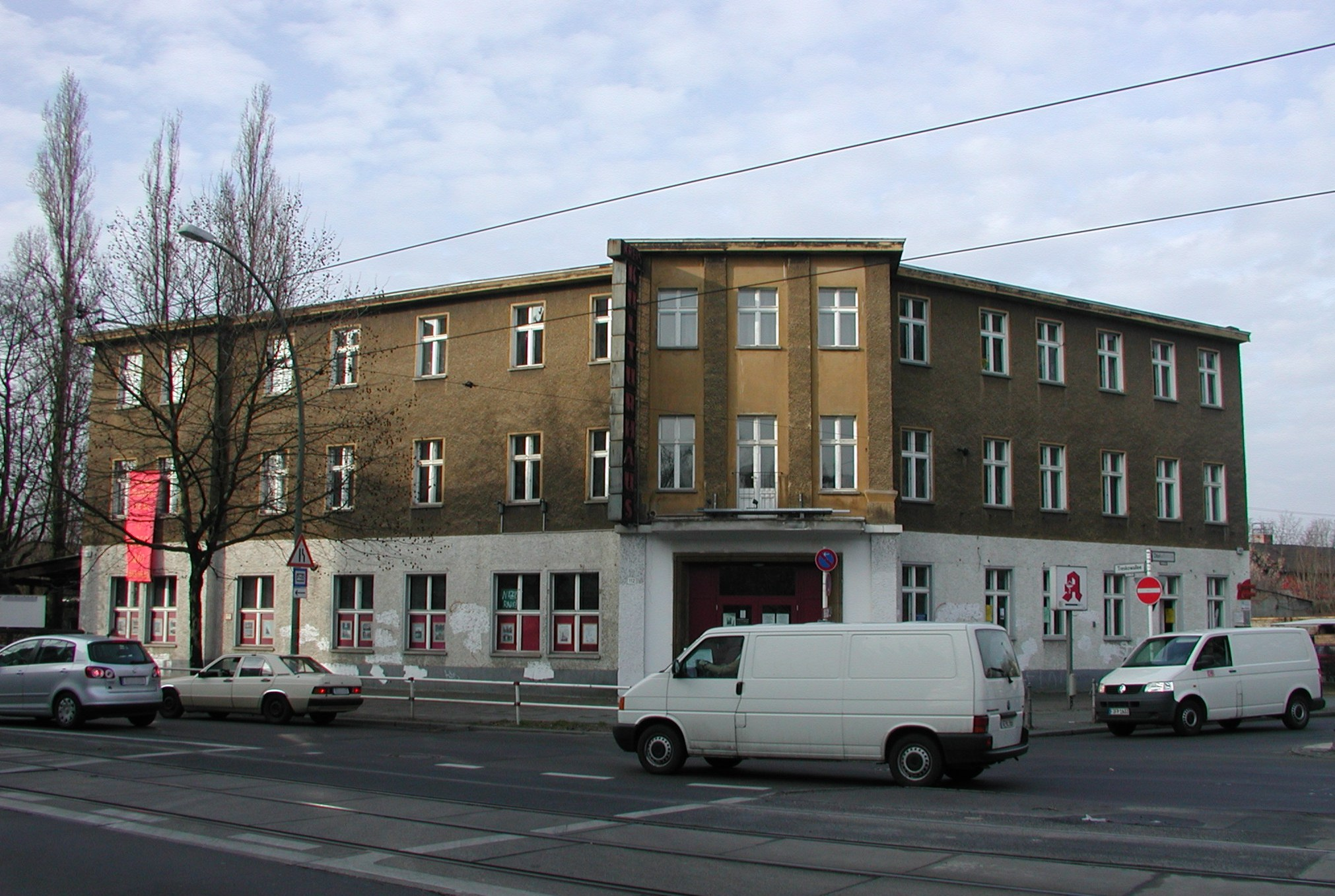
Kulturhaus Karlshorst, Treskowallee/Ecke Dönhoffstraße, 2008

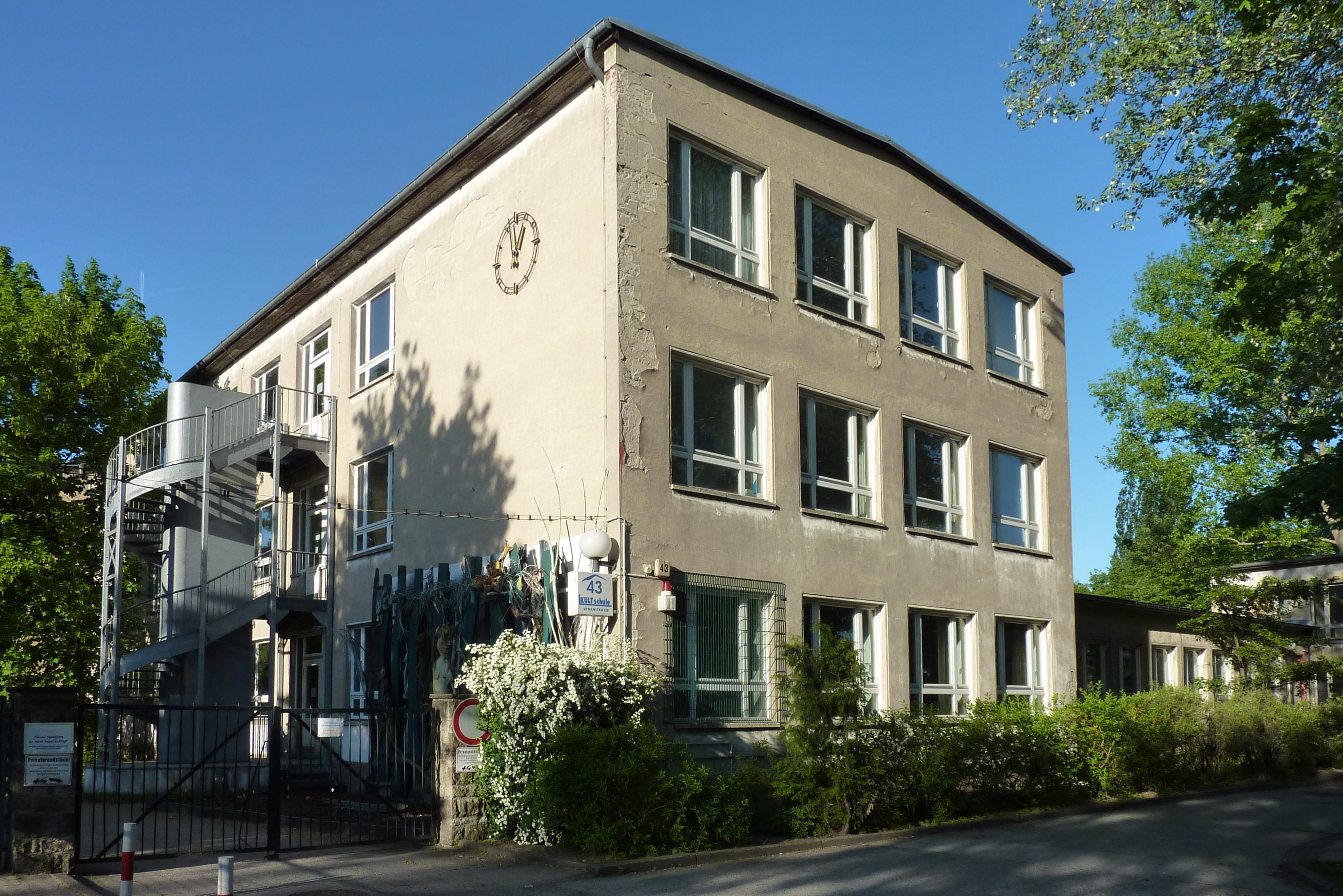
KULTschule in Friedrichsfelde

Das Zimmertheater Karlshorst (ZK) war ein Berliner Amateurtheater, das vom Verein „Theater im 12. Stock“ e. V. betrieben wurde. Seit 2020 finden keine Veranstaltungen mehr statt.

## Geschichte
Das Zimmertheater ging aus dem Ost-Berliner Lehrerensemble „Dr. Theodor Neubauer“ hervor, das als geförderte Einrichtung der Gewerkschaft Unterricht und Erziehung der DDR im Haus des Lehrers am Alexanderplatz seinen Sitz und seine Auftritts- und Probenmöglichkeiten hatte. In den Jahren von 1991 bis 2010 residierte es im Kulturhaus Karlshorst, Treskowallee 112 in Berlin-Karlshorst. Seit dem Bau des neuen Kulturhauses an gleicher Stelle hatte es seit 2011 als Zimmertheater in der KULTschule seinen Stammsitz in der KULTschule im benachbarten Ortsteil Berlin-Friedrichsfelde, Sewanstraße 43. Dazu wurde im soziokulturellen Zentrum KULTschule ein ehemaliger Klassenraum zum Kleinkunsttheater umgebaut. Das Gebäude beherbergte ehemals die Niels-Bohr-Oberschule. Nach Fertigstellung des neuen Kulturhauses im Frühjahr 2012 trat das Zimmertheater auch dort auf, die KULTschule war bis 2019 Hauptspielstätte.

## Programm
In den über 50 Kleinkunst-Programmen des Ensembles in musikalisch-literarischer Form war das klassische Kabarett unter anderem mit Kurt Tucholsky, Erich Kästner, Friedrich Hollaender und Otto Reutter vertreten. Das Repertoire umfasste aktuelle Satire und berlinspezifische Programme. Die Theatergruppe trat auch auf Lichtenberger Freilichtbühnen sowie in Schulen, Seniorentreffs und Sozialeinrichtungen auf. Sie zählte mehr als 2000 Gäste pro Jahr.